# GOLDEN☆BEST 泰葉
『GOLDEN☆BEST 泰葉』（ゴールデン☆ベスト やすは）は、泰葉のベスト・アルバム。2006年3月1日発売。発売元は、ユニバーサルミュージック。規格品番：UPCY-6120。

## 解説
各レコード会社から発売されているゴールデン☆ベストシリーズの中の1枚で、1981年にデビューをした歌手・泰葉の廉価版ベスト・アルバム。
デビュー曲の「フライディ・チャイナタウン」（1981/9/21発売）から1980年代のラスト・シングル「Sincerely Yours」（1986/9/25発売）まで8枚のシングルA面曲全てと、1曲を除くB面曲7曲に、1986年10月10日に発売されたアルバム『YAHHOO!! 』からのナンバー2曲を加えた全17曲が収録されている。
ほぼ全てが泰葉自身が作曲した楽曲であるが、筒美京平が手がけた楽曲も収められている。
本アルバム発売時は芸能活動を休止していたが、2008年より歌手活動の再開が発表され、収録曲でもある「フライディ・チャイナタウン」を同年8月のNHK『第40回思い出のメロディー』で披露した。

## 収録曲
特記以外　作詞:荒木とよひさ 作曲:海老名泰葉
1. フライディ・チャイナタウン（3:29）
  - 編曲:井上鑑
2. モーニング・デート（4:07）
  - 編曲:井上鑑
3. ブルーナイト・ブルー（3:46）
  - 編曲:井上鑑
4. 突然ハプニング（2:45）
  - 編曲:井上鑑
5. 水色のワンピース（4:06）
  - 編曲:萩田光雄
6. Thinking of you（3:20）
  - 編曲:矢野立美
7. ポール・ポーリー・ポーラ（3:53）
  - 編曲:鈴木茂
8. 涙のブロークンハート（3:11）
  - 編曲:後藤次利
9. COOL TOWN（3:29）
  - 作詞:山口美央子 編曲:矢島賢
10. HOT TOWN（3:34）
  - 作詞:山口美央子 編曲:矢島賢
11. 夏の恋・ジェラシー（3:48）
  - 作詞:海老名泰葉・竜真知子 編曲:井上鑑
12. 夏のエピソード（3:49）
  - 作詞:竜真知子 編曲:海老名泰葉
13. 下町スウィング（3:31）
  - 作詞:下田逸郎 作曲:筒美京平 編曲:船山基紀
14. ショート・ストーリー（短篇小説）（3:59）
  - 作詞:下田逸郎 作曲:筒美京平 編曲:船山基紀
15. 夏のRELIEF（5:10）
  - 作詞:森田由美 作曲:泰葉
  - 松本伊代へ提供した楽曲のセルフカバー
16. YES, IT'S MY HEART（3:54）
  - 作詞:秋野優美 作曲:泰葉
  - 少女隊へ提供した楽曲のセルフカバー
17. Sincerely Yours（4:09）
  - 作詞:小林まさみ 作曲:泰葉 編曲:宮原恵太

※15・16 … 編曲者記載なし。